# Castel Stafileo
Castel Stafileo (in croato Kaštel Štafilić) è una frazione della città croata di Castelli.